# Conus cernohorskyi
Conus cernohorskyi é uma espécie de gastrópode do gênero Conus, pertencente a família Conidae.